# Eric Moussambani
Eric Moussambani (Ebebiyín, 31 mei 1978) is een zwemmer uit Equatoriaal-Guinea. Sinds 2000 is Moussambani tevens bekend onder de bijnaam Eric the Eel ("Eric de Aal"). 
Moussambani nam in 2000 deel aan de Olympische Zomerspelen in Sydney. Hij baarde opzien door de 100 meter vrije slag in een tijd van 1:52.72 af te leggen - en meer dan twee keer zo lang over de 100m te doen dan al zijn tegenstanders. Zijn eindtijd was bovendien langzamer dan het wereldrecord op de 200 meter vrije slag. 
Niettemin kunnen de prestaties van Moussambani opmerkelijk genoemd worden gezien het totale gebrek aan geld, expertise en faciliteiten in zijn geboorteland Equatoriaal-Guinea. Voordat hij naar Sydney kwam voor de Olympische Spelen had Moussambani nooit een 50 meterwedstrijdzwembad gezien. Bovendien was hij slechts 8 maanden daarvoor begonnen met zwemmen.
Hoewel Moussambani sinds de Spelen van 2000 enorme sportieve progressie heeft geboekt mocht hij in 2004 niet deelnemen aan de Olympische Spelen in Athene, omdat hij geen visum voor Griekenland kon krijgen.